# Природно право
Природно право (лат. ius naturale) je скуп непроменљивих, објективних и вечних правила људског понашања која су у том смислу слична природним законима. Различито се сагледавало његово порекло: неки од мислилаца су веровали да оно проистиче из божанског провиђења (нпр. Тома Аквински), други да оно извире из саме природе (Џон Лок, Жан Жак Русо), а рационализам је развио уверење да оно произилази из људског разума. Теоретичари природноправне теорије наводе да сваки човек може, користећи само свој, природом дат, разум, спознати његова правила. Римско право је за њих представљало ratio scripta-писани разум, правни систем у коме су у великој мери садржана вечно важећа начела. Природно је право изнад постојећег, позитивног права и његов извор су човекова природа и природа свемира (natura), а може га открити само људски разум. Јуснатурализам полази од уверења да, као што је случај у природи где важе одређене законитости (које су нарочито интензивно откриване током 16. века) одређеним законитостима подлежу и појединац и друштво. Такви природни закони, природно право по којима се управља друштво, постоје независно од наше воље и свести. Задатак научника је да открију најважније принципе тог идеалног, природног права. То се постиже испитивањем већег броја правних система.

## Класична теорија природног права
Идеја природног права уткана је у саме основе наше цивилизације, она је трајна црта европске правне културе. Штавише, цела историја правне филозофије до почетка 19. века била је историја решавања само једног јединог питања- питања извора и садржине природног права. Та историја није ни праволинијска ни једнолинијска. Она се у различитим временима испољавала на различите начине, то јест кроз различите природноправне теорије. Ипак, постоји једно језгро заједничко свим теоријама које су заступале идеју о постојању природног права. Оно се препознаје већ у самом термину природно, који осликава основну идеју те теорије- а то је тежња да се открију непроменљиви, објективни и трајни принципи или правила људског понашања, правила која су независна од људског избора, воље и свести баш као што су и природни закони (рецимо, природни закон гравитације). Управо је то својство непроменљивости и трајности природних закона уткано у саму суштину идеје природног права, јер је метафора са природом погодна да се изразе коначност и неизбежност као наводна својства природног права. Или, како је то Монтескје формулисао, све ствари у природи, живе и неживе, имају своје законе по којима се понашају. Ипак, за разлику од небеских тела и животиња које „следе“ природне законе, човек законе природе који се односе на њега може да прекрши, он их не следи увек већ се препушта греху. И стога њему треба учинити самоочигледним те законе (то јест природно право). Према томе, две основне тезе свих природноправних теорија су:
1. Осим позитивног, људском вољом створеног и пролазног права, постоји један поредак правних норми чија се основа налази у непроменљивој и вечитој природи.
2. Тај поредак јесте виши, он више вреди, бољи је у вредносном смислу од позитивног права;[4]

### Јуснатурализам у античкој Грчкој
Идеја природног права појављује се још у античко доба. Први помен идеје да поред људског, позитивног, постоји и неко друго, више, природно право приписује се учењу софиста, који су били утицајни од 450. до 375. године пре нове ере. Они појму nomos (поредак који је Зевс успоставио) супротстављају physis (антрополошко значење трајно вредног у променљивим људским стварима). Направљена је разлика између онога што је праведно по природи physei dikaion и онога што је праведно по закону који је човек донео nomoi dikaion. Надалеко је познат цитат који Платон ставља у уста софисти Хипији из Елиде, који се обраћа једном скупу Атињана следећим речима:
| „                 | О људи присутни. Ја све нас сматрам саплеменицима, сродницима и суграђанима по природи, али не и по људском закону. Јер једнако је с једнаким по природи сродно. Закон је, међутим, тиранин људи и често врши насиља противна природи. | ” |
| — Хипија из Елиде | |   |

. Две су важне и далекосежне идеје препознатљиве у овом обраћању. Прва је да постоји једно природно право универзалне садржине и важења и према Хипијином мишљењу, основно начело таквог права је да су сви људи једнаки. Друга идеја је да важење тог права није условљено људским, позитивним законом- штавише, људски закони су често у супротности са природним, често су „тирани“ над природним правом. Добро је познато да је реч „тиранија“ за античке Грке имала изразито негативно значење јер је била најомрзнутији и најгори облик политичког поретка, па нема сумње којем од ове две врсте права Хипија даје предност и сматра га вреднијим – то је природно, а не позитивно право. 
Иако Платон није имао експлицитну теорију о природном праву, његов концепт природе, према Џону Вајлду, садржи неке елементе који се налазе у многим теоријама природног права. Према Платону, ми живимо у уређеном свемиру. База овог уређеног свемира су форме, најосновнија међу њима је теорија о добру, коју Платон описује као „најсветлији регион постојања“. Теорија о добру је основа свега, и када је човек разуме, жели да се понаша мудро. У Симпозијуму, Платон описује како му је искуство из Лепоте од Сократа омогућило да се отргне искушењима богатства и полног општења. У Републици, идеална заједница је „град који је основан у складу са природом“.
Платон и Аристотел причали су о постојању природне правде или природног права. За Аристотела се каже да је отац природног права. Аристотелова повезаност са природним правом може да буде због интерпретације Томе Аквинског, његових дела, али да ли је Аквински лепо разумео Аристотела, није јасно. Неки сматрају  да Аквински меша појмове природно право и природна права. Аристотел наводи да је природна правда само врста политичке правде. Најбољи доказ да је Аристотел мислио да природно право постоји долази из реторике, где је Аристотел рекао да, поред  „појединих“ закона које су људи поставили за себе, постоје и „заједнички“ закони. Цитира Софоклеа и Емпедоклеа:
| „ | Универзално право је природно право. Стварно постоји природна правда и неправда која везује све људе, чак и оне који немају повезаност. | ” |

Развој традиције природне правде у једну од теорија природног права обично се приписује Стоицима. Постанак природног права као универзалног система догодио се у исто време када и постанак великих царстава и краљевства у Грчкој. „Виши“ закон, који је Аристотел предлагао недвосмислено, могао је да се схвати као природни, али је зато у стоичком праву било небитно да ли је закон природан или „виши“. Они су веровали да постоји начин на који је свемир дизајниран, и да нам природно право помаже да се ускладимо са њим. Стоици су сматрали да је Бог свугде и у свакоме. Према овом мишљењу, у људима је „Божанска искра“ која им помаже да живе у складу са природом.

### Јуснатурализам у старом Риму и средњем веку
Најзначајнији настављачи и чувари античке традиције природног права у средњем веку били су бројни католички теолози. Идеја природног права заузимала је важно место у њиховом погледу на свет, што показује и цитат из уводног дела најстарије збирке црквеног права Corpus Iuris Canonici, дела који се назива Decretum Gratiani, у којем стоји:
| „ | Човечанством владају два закона: Природни закон и Обичај. Природни закон се налази у Библији и Јеванђељу. | ” |

Међутим, како се и из овог цитата види, природно право и у њиховој интерпретацији неизбежно ће се повезати са хришћанским Богом, и то схваћено или као творевина његове воље или као творевина његовог ума. Софистичка учења су директно утицала на Цицерона, а касније Цицероново развијање идеје је утицало на Тому Аквинског, средњовековног филозофа и теолога. Код ових аутора среће се проторационалистичко гледиште које ће добити свој пуни замах у новом веку, када је филозофија хтела да „раскрсти“ са теологијом.
Цицерон је написао у De Legibus да су правда и право настали из природе, онога што људски мозак може да разуме, функционисања друштва и онога што служи да уједини човечанство. За Цицерона, природно право нас обавезује да доприносимо генералној добробити друштва. Сврха позитивног права је да допринесе „сигурности грађана, очувању држава, очувању мира и среће у људском животу.“ По овом погледу, „уврнути и неправедни  статути“ су „све, само не закони“, зато што „у самој дефиницији права постоји идеја и принцип бирања шта је праведно и тачно”. Право, по Цицерону, „треба да окаја грехе и подстакне врлине“. Цицерон је мислио да „врлине које узгајамо подстичу нашу срећу и да је најбољи начин да их проширимо тако што ћемо да живимо у савршеној заједници са другим људима која је утемељена на помагању“. Цицерон жели да нагласи да не може све што се назива законом заправо бити третирано као право, већ само оно што би било истински закон- уман пропис, у сагласности са природом (притом се не мисли на физичку природу већ на разумну природу).
| „         | „Истински закон је исправни ум у сагласности с природом; он је универзалан, вечан и непроменљив; својим наредбама нас обавезује, а забранама нас одвраћа од недела... Грех је и покушај да се мења овај закон, не сме се опозвати неки његов део, а немогуће га је потпуно укинути. Сенат или народ нас не могу ослободити обавеза које он налаже и не треба да тражимо изван себе излагача или тумача тог закона. И не могу постојати различити закони у Риму и у Атини или различити закони у садашњости и будућности, већ ће један вечан и непроменљив закон важити за сва времена... Свако ко му се не покорава тај бежи од самога себе и пориче своју људску природу и само због тога трпеће најгоре казне, чак и ако избегне оно што се уобичајено сматра кажњавањем.“ | ” |
| — Цицерон | |   |

Тома Аквински не пориче да постоје неке институције државе које властитом вољом нешто намећу народу, али та воља не може надоместити оно што проистиче из разума; то што проистиче из разума је објективно, оно не може да се промени човековом вољом и то правило разума постоји тек тако независно од циља којем служи, а циљ је остварење општег добра.
| „               | Право је „правило разума које у циљу остварења општег добра намеће онај коме припада брига за заједницу и које је на задовољавајући начин објављено народу.“ | ” |
| — Тома Аквински | |   |

## Природноправна школа
Духовне снаге које је ослободила ренесанса донеле су почетком 17. века научну револуцију и нову епоху европске културе. Коперников хелиоцентрични систем и открића Кеплера и Галилеја показали су вредност математичких метода за објашњење резултата посматрања, а недуго затим су Декарт и Њутн дедукцију и геометрију претворили у општи критеријум „научности“ интелектуалног рада. Два века рационализма обележена су тријумфом астрономије и физике, због чега су мислиоци у другим областима, с мање или више успеха, настојали да остваре резултате применом сличне методологије. Иако школа природног права налази своје извориште још у античкој филозофији, процветала је тек у 17. и 18. веку. Ова школа заснива своје учење на идеји да поред позитивног права (које важи у свакој појединој држави и које је историјски условљено конкретним околностима) постоји и природно право које је универзално и важи за све народе и сва времена. Међу најзначајније представнике оваквог схватања се убраја холандски правник, дипломата и филозоф Хуго Гроцијус. Гроцијус је, под утиском првих година Тридесетогодишњег рата, написао књигу, у којој је применио нови метод (mos geometricus) и оживео појам „природног права“, дајући му значење које није имао у антици и средњем веку. Његово дело „О праву рата и мира“ (De iure belli ac pacis) из 1625. године поставило је темеље ове школе и међународног права, за које Гроцијус верује да се може засновати само на вишем начелу, које је изнад држава и њихових закона.
Школа природног права је изражавала либералне тежње грађанске класе и њено супротстављање апсолутној монархији и сталешки друштвеном уређењу, који су били последње прибежиште феудализма. Значајну улогу у природноправном учењу има идеја о друштвеном уговору – споразуму којим људи, дотада у природном (тј. предржавном и пренормативном) стању, стварају државу и пристају на извесно ограничење слободе под условом да им држава гарантује оне слободе које су задржали и обезбеди заштиту права (Жан Жак Русо, а на други начин Томас Хобс). Уместо раније органске представе о друштву, у којем је појединац подређен заједници, сада се разликују „држава“ и „грађанско друштво“, као механички скуп појединаца. На тој основи ствара се појам људских права, а субјективно право постаје један од основних појмова правне теорије.
По мишљењу већине припадника ове школе, природно право је скуп норми које су сазнате разумом као сагласне људској природи: из најопштијих умних начела се изводе решења за конкретније ситуације. Као и геометријски аксиоми, природно право важи увек и свуда. На основу њега се процењује легитимност позитивног права: оно мора да буде доведено у сагласност с природним правом вољом законодаваца, по правилу кодификацијом, која ствара непротивуречан и хијерархијски уређен правни систем. Ако законодавац одбија да изврши ово усклађивање, многи заступници школе су сматрали да поданици имају природно право на револуцију, која ће створити услове за остварење умних начела. Када постојеће, позитивно право није у складу са природним, природно је право на побуну и насилно усклађивање ова два система. На тај начин одређен број припадника ове школе долази до идеје о дозвољености насилне промене постојећег, феудалног поретка због чега ће се школа природног права често квалификовати као револуционарна. Ова школа сматрала је легитимним да се позитивно и природно право доведу у склад, када је то неопходно и силом, превратом. Идеје ове школе су уграђене у документе америчке и француске револуције, а и данас су актуелне као рационално утемељење демократије, правне државе и људских права. Она је дала велики допринос правној теорији и развила многе појмове грађанског права. Модерни појам кодификације је њено дело, а непосредно остварење те замисли били су француски Грађански законик (Code civil или Наполеонов кодекс, 1804) и аустријски Општи грађански законик (Allgemeines burgerliches Gesetzbuch, 1811). Њени револуционарни домети се нарочито јасно показују у Француској (одакле, уосталом, потичу многи најистакнутији представници ове школе – Русо, Монтескје, Боден). Она је представљала темељ и оправдање Француске револуције 1789. године, а њена основна начела су овековечена у чувеној Декларацији о правима човека и грађанина из исте године. Дух ове школе је био главни ослонац и Америчке револуције у борби за независност од енглеске круне, тако да је Декларација независности из 1776. године, на којој се и данас темељи америчка државност, изнедрена из утицаја који су француски припадници овог правца извршили на њеног главног творца- Томаса Џеферсона.
Мада је, као револуционарна, одиграла изузетно важну улогу и показала у коликој мери теорија може да утиче на праксу, ова школа је истовремено била и антиисторијска. Она је у основи негирала историјско тумачење права јер је сматрала да постоји непроменљиво, вечито, природно право коме је тежила. „Универзална начела разума“ су, по дефиницији, антиисторијска. Ипак, ова школа је, додуше посредно, допринела даљем формирању правне историје. Епоха рационализма је успоставила научне критеријуме који ће у наредном периоду имати важну улогу у схватањима о историјским појавама. Појам „природног стања“ човека, које универзално претходи држави, подстакнуо је интересовање за примитивне заједнице и узроке настанка државе. У њима су се тражили корени вечитих, опште важећих правила, у њима се трагало за примерима првих друштвених уговора који су, према мишљењу представника ове школе, представљали темељ друштвеног уређења. Постојање закона који управљају природним појавама водило је закључку да их мора бити и у друштву- не само оних „прескриптивних“, који прописују понашања, него и „дескриптивних“, који независно од људске воље и свести делују на обликовање друштва и његових установа. Начин размишљања правника био је изграђен на римском праву, оно је у Холандији и Немачкој  било позитивно право и требало је испитати његову сагласност са природним правом. У тој процени делови римског права су одбачени, али је готово цело имовинско право оцењено као „сагласно разуму“: отуда велики део римске заоставштине у грађанским кодификацијама. С друге стране, идеја о „друштвеном уговору“ за неке припаднике школе није била рационалистичка фикција- аксиом или хипотеза као основа дедукције и „геометријског доказа“- него реална чињеница из прошлости, коју су покушавали да докажу историјским истраживањем. Најзад, појавила се идеја да постоји више могућих природних права, зависно од конкретних географских и друштвених услова. Зато су неки истакнути рационалисти посветили озбиљну пажњу и историји, посебно правној (Монтескје и Лајбниц).
Природноправне теорије представљају најдуговечнији и најплоднији покушај да се дају теоријски општи одговори на најдубља правна питања. Оне и данас носе историјску заслугу јер су прве поставиле проблем разликовања форме, структуре права, и садржине, сврхе права. Питање да ли  садржај права зависи искључиво од (само)воље властодршца или је он објективно дат, али и људском разуму доступан, и данас је актуелно питање. Међутим, јуснатурализам се одувек суочавао са једном озбиљном примедбом: факти друштвеног живота су најчешће били у озбиљном раскораку с његовим поставкама и идејама. А јуснатуралисти су, што је само погоршавало проблем, већином сматрали да уколико факти противрече њиховим идејама (тј. „разуму“), утолико горе по факте.

## Природно право и природна (субјективна) права
Након што је теорија природног права доживела свој врхунац у католичкој схоластици и попримила модерне рационалистичке обрисе (премда религиозно „обојене“), остало је само да се у освит модерног доба природно право „ослободи“ примеса теологије и да се до краја заснује на разуму и на природи човека као рационалног бића. Тај раскид је озваничен у делу холандског правника Хуга Гроцијуса О праву рата и мира, у којем је он записао и следеће: „Природно право би важило чак иако претпоставимо... да нема Бога или да он нема уплива у људским стварима.“То је значило раскид везе права и религије: лична свест и разум постају коначни судија у моралним и правним стварима, а човек се више не посматра као делић космичке целине. Та теорија је заснована на природним законима који су јасни и очигледни и које ни Бог не може да измени („као што не може да учини да 2 плус 2 не буду 4“, вели Гроцијус), а које човек открива разумом. Такви су према Гроцијусу, рецимо принципи Pacta sunt servanda, начело да се скривљено проузрокована штета мора надокнадити или начело неприкосновености својине.
Међутим, много важнији преокрет од те секуларизације природног права десио се у рационалној теорији природног права, тиме што се променио акценат. Тај нагласак се на два начина разликује од оног који је доминирао у класичној теорији природног права. Прво, идејно полазиште теорије више није целина- космос, Бог, Природа, из које се целине онда изводе одређена правила (природни закони), која служе остварењу сврхе те целине, већ је сада полазиште индивидуа и његова лична субјективна права. Од Аристотела надаље, политичка и правна филозофија су човека углавном посматрале само као биће заједнице (zoon politikon-ζῷον πολιτικόν), а не уједно као и самосталну индивидуу. Због тога је тај преокрет ка индивидуализму епохалан и суштински значајан за разумевање природних права. Друго, нагласак се премешта на дужности, са општих правила кодекса природног права која нешто заповедају или која нешто забрањују, на лична, урођена ( дакле, стечена самим рођењем), субјективна права која сваки појединац има као људско биће, а не као припадник ове или оне државе, нације или класе. Та права су универзална и неотуђива, а најважнија међу њима су право на живот, личну сигурност, на слободу и својину.
Већ крајем 18. века тај преокрет од идеје природног права ка идеји природних субјективних права видљив је у радовима најистакнутијих јуснатуралиста, који јасно наводе да је право значење израза ius naturae ово друго:
| „      | Кад год говоримо о природном праву (ius naturae) не мислимо на закон природе већ пре на права која припадају човеку по том закону, што је природно. | ” |
| — Волф | |   |

Четири су полазишта ове теорије природних права:
1. Постоје природна (субјективна) права која се могу спознати разумом и рационално доказати. Та права су вечна и универзална.
2. Природно право (објективно) јесте корпус, збир правила која се могу утврдити разумом и којима се савршено обезбеђују сва та природна права.
3. Политичка заједница (држава) постоји само да би људима зајемчила остваривање тих природних права.
4. Позитивно право је средство којим држава испуњава тај свој задатак и оно је обавезно само у мери у којој је усаглашено са природним правом, а сваки појединац (то јест његов разум) је судија у погледу ове усаглашености.

Теорија природних права (заједно са теоријом друштвеног уговора) утицала је више него било која друга филозофска или правна теорија на модерно политичко мишљење. Тако, на пример, у америчкој Декларацији независности из 1776. године стоје и следеће речи:
| „ | Ми сматрамо очигледним истинама да су људи створени једнаки и да их је њихов Творац обдарио неотуђивим правима међу које спадају живот, слобода и трагање за срећом. Да би осигурали та права, људи успостављају међу собом владавине које своју праведну власт црпе из пристанка оних којима се влада. Право је народа, када нека форма владавине постане штетна по те циљеве, да је измени или укине и установи нову владу... | ” |

Међутим, данас су та права постала део позитивног права кроз праксу нормирања и заштите људских права и то како у међународним конвенцијама, тако и у већини устава савремених држава.
| „                                                                           | Људи се рађају и остају слободни и једнаки у правима... | ” |
| — члан 1 француске Декларације о правима човека и грађанина из 1789. године |                                                         |   |

## Савремена теорија природног права
Златна нит класичне теорије природног права је следећа идеја: на једној страни постоје норме позитивног права које су створене актима воље људског бића. Будући да их стварају људи, они их својом вољом и мењају и укидају, тако да се оне разликују од места до места и од времена до времена. С друге стране, постоји један виши поредак норми, који происходи из природе (божанске, људске, рационалне итд). Тај виши поредак,  дакле, није дело човека; он је самоочигледан, свеважећи, непроменљив и апсолутно праведан поредак људског понашања. Уколико норме позитивног права не одговарају апсолутном критеријуму правде који се налази у нормама таквог „природног права“, оне се не сматрају важећим и њима се не треба покоравати. Међутим, тај последњи став критичари су одувек сматрали спорним и супротстављеним стварности. Једноставно, ако једна норма позитивног права функционише на потпуно исти начин као и остале правне норме, ако су њене последице исто тако видљиве као и последице осталих правних норми и најзад, ако је став извршне власти или судова и судија према њој исти као и према осталим нормама правног система, онда је фактички нетачно оспорити таквој норми атрибут „правне“ само зато што је неправедна или неморална. Ако би се тако нешто учинило, право би се нетачно описало, а није јасно какве користи теорија права може да има од нетачног описа свог предмета. Дакле, идеја да поједини закон мора „проћи“ одређени морални филтер да би се уопште могао рачунати као закон и као део права једноставно изгледа супротно представи о правној реалности коју има већина људи.
Због тога су савремени јуснатуралисти сугерисали један суптилнији прилаз тезама традиционалне природноправне теорије о односу природног и позитивног права. Према тој новијој варијанти јуснатурализма, позитивном праву се не оспорава правно важење уколико су испуњени формални услови, који се углавном односе на постојање одређених догађаја и чињеница (попут изгласавања у парламенту, проглашавање и објављивање закона, мање-више ефикасна примена од државних органа итд), без обзира на то да ли је такво формално важеће право у сагласности с принципима природног права.
Један од најпознатијих савремених јуснатуралиста, Џон Финис не пориче да у стварности постоје и права која су, рецимо, неправедна и он таквом праву не пориче да је и оно право. Међутим, по његовом мишљењу, такво право није право у пуном значењу те речи, већ је помало „дефектно“. У Финисовој теорији постоји оно што се назива централни случај коришћења једног термина („праведан закон“) и маргинални случај („неправедан закон“) који је изопачен, јер му недостаје једно важно својство које имају закони у централном значењу речи, али и изопачен случај ипак представља случај закона. Дакле, његова „дефиниција“ је одличан пример за оно што се назива„прескриптивном“ дефиницијом, односно дефиницијом којом се једна појава дефинише тако што се дефинише функционално најсавршенији облик те појаве. То не значи да они облици или „примерци“ одређене појаве који нису у складу са таквом дефиницијом такође не припадају тој истој врсти појава – они можда нису савршен, идеалан „примерак“ дате појаве, али и даље јесу „примерак“ те појаве, а не нешто друго.
Савремена теорија природног права, дакле, не пориче правно важење позитивном закону само зато што би он евентуално био неправедан, неморалан, „неприродан“. Финис не сматра да природно право поставља „границу“ која одређује где почиње, а где престаје позитивно право. Идеја природног права, према Финисовом мишљењу, уопште се не тиче услова за постојање позитивног права. Она се пре свега односи на то да разјасни шта јесте идеал права, шта је право у најпунијем смислу те речи. Када тако одреди право у његовом најпотпунијем виду, Финис онда разматра какве су обавезе (правне, али и моралне) појединца према праву и констатује да, када се позитивно право приближава свом идеалу, природном праву, тада појединац има и моралну, а не само правну обавезу да га поштује. Другим речима, ради остварења општег добра, појединци треба из моралних разлога да се покоравају законима. Али та обавеза грађана претпоставља да законодавци своју власт доношења закона такође врше у општем, а не у свом интересу, односно да доносе законе који су у складу са основним начелима практичне разборитости. Уколико закони нису такви онда се и морална обавеза грађана да поштују право доводи у питање.

## Религијско природно право

### Хришћанство
Нови завет даје образложење Посланице Римљанима Светог Павла:
| „ | Када људи, који немају закон, раде природне ствари које се садрже у законима, сами су себи закон. То је показало рад закона који је записан у њиховим срцима, њихова савест била је сведок, а њихове мисли су осуђивале или ослобађале друге људе. | ” |

Историчар А. Џ. Карлајл коментарисао је овај пасус:
| „ | Верујем да је Свети Павле хтео да прикаже неки концепт сличан природном праву. На овај начин су речи Светог Павла протумачили свештеници у четвртом и петом веку, и не постоји разлог да се сумња у коректност њихових интерпретација. | ” |

Због настајања у Старом завету, оснивачи цркве, поготово они на западу, видели су природно право као део хришћанских вредности. Најзначајнији од њих био је Августин Хипонски, који је природно право поистоветио са „падом човечанства“ зато што живот у складу са природом више није могућ па људи треба да траже спасење кроз Исуса.
Природно право је било теолошко. За хришћане, природно право је начин на који људи приказују божанско присуство у свом животу. Оваква имитација Божјег живота није могућа, осим уз помоћ молитве. Дакле, док је у другим системима било довољно извршавати одређене дужности, хришћанство каже да људи морају и да се моле. За хришћане, природно право није настало од Божјих заповести, већ из чињенице да су људи направљени по лику Божјем. Живећи по природном праву, људи исказују захвалност за дар живота. Последице су у Божјој контроли, па се зато у природном праву суди према 3 ствари: намери, околностима и природи дела. Привидне последице за добра или лоша дела нису везана за сама дела. Зато природно право зависи од тога да ли особа живи по Божјим правилима или не. Ако особа живи по природном праву, тренутна задовољства можда буду задовољена, али је спасење загарантовано. Држава, пошто је везана природним правом, основана је само као институција чија је улога да својим становницима донесе праву срећу. Права срећа долази из живота у хармонији са Богом.
У 12. веку, Грацијан је поистоветио природно право са Божјим законом. Свети Алберт Велики је век касније наметнуо природно право као учествовање рационалног бића у вечном праву. Пошто људска бића нису могла потпуно да разумеју вечно право, оно је допуњено Божанским правом. Аквински је причао да људска права треба да се обликују према природном праву. Неправедно право није право, у правом смислу те речи. Он само има изглед права у смислу да има устав и да је спроведено као право право, али је оно само превара. У то време, природно право је коришћено не само да оцени морал разних закона, већ да одреди шта ти закони уопште значе. Овај принцип коришћења природног права је довео до социјалних тензија у погледу са тиранима.
Католичка црква прихвата природно право Светог Алберта, које је објаснио Тома Аквински. Овај поглед деле и неки Протестанти. Католичка црква сматра да се људи састоје од тела и ума, физичког и нефизичког дела, и да су та два дела нераскидиво повезана. Људи могу да разумеју разлику између доброг и лошег зато што имају свест. Постоји много манифестација добра које можемо да радимо. Неке, као што је размножавање, исте су код свих животиња, док су друге, као што је истина, могуће само код људи. Да би знао шта је исправно, човек мора да користи разум и примени то на Аквинсково размишљање. Овај разум је, верује се, у својој најапстрактнијој форми, правило „добро се тражи, зло избегава“. Аквински објашњава:
| „ | Природном праву припадају правила која су свима позната и правила која су детаљнија, али се добијају праћењем првих правила. | ” |

Прва правила не могу да се не поштују, док друга могу. Зато су она много флексибилнија. Било које правило које помаже човеку да живи по основним правилима може бити друго правило, на пример:
Пијанство је лоше зато што уништава здравље, или, још горе, уништава разум, што је основна карактеристика људи.
Крађа је лоша зато што уништава социјалне односе, а људи су по природи социјалне животиње.
Природно право обухвата и унутрашња и спољашња дела, познатих као акција и мотиви. Само радећи оно што је исправно није довољно, да бисмо били морални, и мотиви морају да нам буду добри.
На пример, помоћи старици да пређе улицу да бисмо задивили некога је погрешно. Међутим, добре намере понекад не воде до добрих дела. Мотив мора да се подудара са кардиналним или теолошким вредностима.
Кардиналне: разборитост, правда, умереност, храброст
Теолошке: нада, вера, добротворност
По Аквинском, ако недостаје нека од ових вредности недостаје и могућност да се донесе морална одлука.
На пример, узмимо особу која је праведна, разборита и храбра, али јој недостаје умереност. Због недостатка самоконтроле и жеље за задовољством, скренуће са правог пута.

### Исламско природно право
Abū Rayhān al-Bīrūnī, средњовековни научник, разумео је природно право као преживљавање најјачих. Рекао је да непријатељство између људских бића може бити превазиђено само уз помоћ Божјег права, које је послато кроз пророке. Сви закони су виђени као да су настали у нама, па је откровење оправдано као Божанска интервенција која мења људске законе. Они су релативни, са једним главним Божјим законом; за разлику од људских, Божји закон је независтан од природе Божјих заповести зато што је Бог свемоћан. Пошто на Бога не утичу људски закони, Он може да заповеди и да ради шта жели.
Матуриди учење каже да постоји природно или „објективно“ право које људи могу да разумеју. Abu Mansur al-Maturidi каже да је људски мозак знао за постојање Бога, добра и зла без откровења. Аl-Maturidi даје пример крађе за коју верује, да се још раније знало да је лоша због људског разума. Слично - убијање, превара, пијанство су све зла која је људски мозак могао да зна. Averroes (Ibn Rushd) и Ibn Qayyim Al-Jawziyya такође кажу да је људски разум могао да разликује грехове и добра дела.

## Европско либерално природно право
Европско либерално природно право настало је из теорије хришћанског природног права и Хобсове ревизије, а некада из баланса обе теорије.
Алберико Ђентили и Хуго Гроцијус, утемељили су своје филозофије о интернационалном праву на природном праву. Гроцијусова дела о слободи мора и теорији праведног рата директно су се позивала на природно право.
Семјуел Пуфендорф дао је природном праву теолошки темељ и то применио на концепт владе и интернационалног права.
Џон Лок је уврстио природно право у многе од својих теорија. Постоје дебате о томе да ли је он своје природно право утемељио као Аквински или Хобс. Он је преокренуо Хобсово размишљање рекавши да уколико владар иде упркос природном праву и не успе да заштити живот, слободу и својину, људи могу да га скину са власти и установе нову. Локово учење је штитило природна права, што се каснијим либералима свидело. За Лока, природно право је идентично као библијска етика. Преузео је концепт једнакости, чак и једнакост између полова из библије. Једна од последица је да су сви направљени једнаки и да је за владу потребна дозвола оних којима ће да се управља. То је била основна идеја Америчке декларације независности.
Џереми Валдрон каже да је Локово размишљање утемељено на хришћанским претпоставкама.
Белгијски филозоф Френк ван Дан залаже се за одвајање природног права од религије.

### Брехонско природно право
Рано ирско право на више места помиње природно право. То је концепт настао пре европске правне теорије и представља универзални закон, који може да се одреди разумом и посматрањем природних појава. Нил МекЛод даје концепте са којима право мора да се поистовети: истина и право (на нешто). Ова два термина се често појављују. Слично, право у складу са природним поретком се појављује на пар места, чак и у насловима неких дела. То су веома важни концепти судијама и вредност одређене одлуке одлучивана је у односу на њих. МекЛод је такође рекао да је већина закона издржала тест времена, чиме је њихова истинитост потврђена, док су друга оправдана тиме да су млађа, па још увек нису тестирана. Закони су написани на најстаријем дијалекту ирског језика, који је чак и у оно време био толико тежак да су особе које су постајале Брехони морале посебно да се едукују, за шта је требало око 20 година. Иако је по брехонском праву било која особа могла да спроводи закон, то је било у случају да се обе стране сложе и да су обе стране ментално здраве.

### Енглеска природноправна наука
Хајнрих А.Ромен каже да су "за јачину, којом је дух енглеског закона остао повезан са природним правом, заслужни  Хенри де Брактон и Џон Фортескје".
Брактонов преводилац каже да је „био обучени тужилац са принципима римске правне науке на уму“, али је Брактон прилагодио те принципе Енглеској, уместо што их је само преписао. Он је, на пример, за разлику од римског права, написао да је краљ испод закона. Историчар Чарлс Ф. Мулет приметио је Брактонову „етичку дефиницију права, његово признање правде и коначно, његову преданост природном праву“. Брактон је сматрао да је природно право фонтана из које сва права извиру. За дефиницију правде, Брактон је цитирао италијанског тужиоца Азоа:
| „ | Правда је константна и неумирућа жеља да једно другоме дамо права. | ” |

Фортескје је нагласио „велику важност Божјег права и природе“ због тога што је „веома утицало на начин развијања права у долазећим вековима“. Елис Сандоз је приметио да су „прастара и онтолошки виша права-вечни, Божји, природни закони уткани у један Фортескјеов енглески закон“. Како историчар Норман Доу објашњава: „Фортескје прати генерални шаблон који је Аквински поставио. Циљ сваког законодавца је да усмери људе ка чедности. То се постиже законима. Фортескјеова дефиниција закона је, ипак, била `света ствар која је причала шта је добро и бранила лоше`“.
Фортескје је цитирао изјаву Леонарда Брунија да "чедност доводи до среће."
Сент-Жермен говори да енглески адвокати не користе фразу природно право већ користе разум. Норман Доу каже да је Сент-Жеременово гледиште исто као код Аквинског, користећи дефиницију права, Томе Аквинског, као „разум за заједничко добро, направљен од стране онога ко је главни у заједници“.
Едвард Кок био је истакнути тужилац. За њега су знали и преко океана: „За америчке револуционаре, право је било његов разум“. Дефинисао је право као „савршен разум који дозвољава оне ствари које су добре, а брани лоше“. За њега, људска природа је одредила сврху права па је право било важније од жеља и разлога. Његова дискусија о природном праву појављује се у извештају о Калвиновом случају (1608):
| „ | Природно право је оно право које је Бог у време стварања убацио у људско срце, због очувања и правца. | ” |

У том случају, судије су одлучиле да су „верност и вера краљу захтевани од природног права; друго, да је природно право део Енглеског права; треће, да је природно право изнад било код закона; четврто, природно право је неизбежно“. Да би подржали ове налазе, судије су цитирале Аристотела, Цицерона, Светог Павла, као и Брактона, Фортескјеа и Сент-Жермена.

### Томас Хобс
До 17. века, средњевековни погледи су дошли у питање. Томас Хобс је основао теорију у којој сви људи треба да се сложе око онога што желе, а консензус може да се направи око онога чега се плаше. Природно право је начин на који би се рационално људско биће, које жели да преживи и успе, понашало. Природно право је, дакле, откривено гледајући природна права, док су раније природна права откривена гледајући природно право. По Хобсовом мишљењу, једини начин да природно право издржи је да се људи подвргну господару. Зато што је сада извор права господар, и његове одлуке које не морају да буду утемељене у моралу, правни позитивизам је рођен. Џереми Бентамова модификација правног позитивизма је даље развила теорију.
По Хобсу постоји 19 закона. Прва два су представљена у 14. глави Левијатана, а остала у глави 15:
1. Сваки човек треба да тежи миру, а ако не може да га достигне, може да користи све предности рата.
2. Човек мора да буде вољан, када су и други вољни, да за мир и одбрану, када мисли да је неопходно искористи прво право и има слободе колико би дозволио да други човек има над њим.
3. Људи имају завете. Када је завет направљен, прекршити га је неправедно, а дефиниција неправедности је кршење завета. Праведно је оно што није неправедно.
4. Човек који је имао корист од другог човека, не треба да га натера да жали због своје добре воље.
5. Сваки човек треба да се прилагоди другима.
6. Човек треба да опрости претходне грехе.
7. При освети, човек не треба да гледа колико су прошла дела била зла, већ да мисли колико будућа дела могу бити добра.
8. Ниједан човек не треба да мрзи.
9. Сваки човек треба да зна да је једнак са свима.
10. Човек не треба себи да дозволи оно што не би дозволио другима.
11. Ако је човеку додељена дужност да суди, треба да суди објективно.
12. Оно што не може да се подели, треба да се користи подједнако, а ако може, треба поделити једнако.
13. Власништво ствари, која не може да се подели и не могу сви да је користе, треба да се одреди лутријом.
14. Ствар која не може да се подели, нити да се заједнички користи, додељује се ономе код кога је прво била у поседу.
15. Свим људима који посредују миру треба дозволити безбедан рад.
16. Ако се људи не слажу, треба да дозволе посреднику да одлучи.
17. Ниједан човек не може да буде посредник у свом случају.
18. Ниједан човек не сме да буде судија у случају у коме му победа једне стране доноси профит, част или задовољство.
19. У случају неслагања, судија ниједној страни не треба да да већу важност.

Хобсова филозофија, је директан напад на основне принципе ранијих природноправних традиција, занемарује стандардну повезаност са вером. Не користи Аристототелову везу природе са људским савршенством.

### Камберлендов одговор на Хобса
Ричард Камберленд је написао дугачак и утицајан напад на Хобсово представљање само интереса као основну људску мотивацију. Филозофи 18. века били су инспирисани њиме. Историчар Џон Паркин описује његов рад као „најзначајније дело у етичкој и политичкој теорији 17. века“. Паркин примећује да доста његових материјала вуче инспирацију из стоицизма, а првенствено од Цицерона.
За разлику од Хобса, он каже да су сви закони природе сведени на један, закон солидарности према свим размишљањима. По њему, човек не може да води рат због личног опстанка. Он наводи да је за његове резултате заслужан разум и да је суштина среће у доброти, али поред доброте наводи још и љубав.

## Јуснатуралистичке тезе
Кључне јуснатуралистичке тезе су:
- Постоји нужна веза између права и морала - Нужна веза се огледа у чињеници да су сви кривични преступи заправо некакви морални преступи санкционисани правним казнама.
- Неке моралне вредности имају статус чињеница (морални реализам) - Метаетичко становиште морала: ако је нешто чињеница онда оно постоји и истинито је. Јуснатуралисти тврде да неке моралне вредности, али не цео корпус моралних судова, уживају овакав статус (моралних чињеница).
- Нико, па ни творац права (законодавац) не може својом вољом променити чињенице.
- Тако створене норме позитивног права одступиће пред морално исправним нормама природног права - Lex iniusta non est lex „неправедно право и није право“ - Ова латинска максима објашњава нужну везу између права и морала. Неко покушавајући да својом вољом измени моралну чињеницу завршаваће у сукобу са оним што је заправо морално исправно (природно) право.